# 馬里亞尼夫卡 (瓦西里基夫區)
50°3′59″N 30°10′10″E / 50.06639°N 30.16944°E
馬爾亞尼夫卡（烏克蘭語：Мар'янівка）是位於烏克蘭北部的村莊，由基辅州白采爾克瓦區的科瓦利夫卡市鎮負責管轄。該村始建於1201年，面積6.53平方公里，海拔高度192米，2001年人口1,017。